# Marisol
A Marisol egy mexikói telenovella, amit a Televisa készített 1996-ban. Producere Juan Osorio Ortiz volt. A főszerepben Erika Buenfil és Eduardo Santamarina voltak, a gonosz szerepekben Claudia Islas, Enrique Álvarez Félix, Emma Laura, Sergio Basáñez, Pilar Montenegro, Renée Varsi és David Ostrosky voltak.

## Cselekmény
|  | Alább a cselekmény részletei következnek! |

Marisol (Erika Buenfil) egy egyszerű, szegénysorban élő virágárus lány, aki az arcának egy részét egy vastagabb tinccsel takarja el. Senki sem tudja miért teszi ezt, egyedül a hozzá közelálló emberek tudják: Marisol tincsével egy hatalmas heget takar, ami gyerekkora óta tátong és arcának jobb felét teljesen eltorzítja. Gyerekkorában megbotlott és neki esett egy tükörnek, amelynek szilánkja felsértette arcát. Ennek ellenére, boldogan él édesanyjával, Sofíaval egy bérházban. Mindenen spórol ahogy csak tud, hogy súlyosan beteg édesanyjának meg tudja venni a gyógyszereket.
Sofía tudja, hogy hamarosan meghal, így bevallja lányának, hogy ő valójában egy gazdag családhoz tartozik. Marisol úgy véli, anyja a betegsége miatt mondott ilyet és nem akarta elhinni a tényt.
Marisol szomszédságában él Mario, aki valójában csak kihasználja Marisolt és titokban viszonyt folytat Sulema nevű bárénekesnővel, aki ugyanolyan törtető és kegyetlen, mint Mario.
Marisol élete teljesen megváltozik mikor édesanyja meghal és rájön Mario viszonyára. Szomorúan és reménytelenül él, amikor megjelenik az életében José Andrés (Eduardo Santamarina) , aki egy előkelő családból származik és festő. A fiú hajlandó kifizetni Marisol édesanyjának temetését, amit meg is tesz, anélkül hogy cserébe bármit is elvárna Marisoltól. Aznap megismeri Mimí Candelát, akivel hamarosan legjobb barátnője lesz. Mario eldönti közben, hogy Marisolt elveszi feleségül érdekből, amit a lány elfogad, de a házasságkötést rögtön az esküvő napján megbánta Marisol. Mario mérgében otthagyja a lányt és levágja Marisol tincsét, amely eltakarja az arcán levő sebét. Marisol teljesen magára maradt: nem maradt se apja, sem a legjobb barátnője Mimí és ennek tetejében Mario folyamatosan Marisol körül legyeskedik és nem hagyja békén.
José Andrés elviszi a lányt a gazdag, előkelő édesapjának, Don Alonso Garcés del Valle (Aarón Hernán) házába. A házban belépve Marisol és Don Alonso közt különlegesen jó viszony alakul ki, miután Don Alonso megtudja, hogy Marisol valójában a vér szerinti unokája, egyben leendő örököse. Ezzel egy időben José Andrés anyja, Amparo (Claudia Islas) azonnal ellenségesen viszonyul Marisolhoz és miután fény derül kilétére, meggyűlöli. Amparo férjével, Leonardóval együtt mindent megtesz, hogy Marisol ne örökölhessen semmit. Mario és Sulema is megtudja a hírt és készek kihasználni a lehetőséget. Rövidesen kiderül, hogy José Andrésnek nem Leonardo a vérszerinti apja, hanem Mariano, Amparo régi szeretője.
José Andrés érzései időközben összezavarodnak, mert a szülei azt akarják, hogy házasodjon össze Rossana Valverdével, egy fiatal, gazdag nővel, aki pénzéhes és szeszélyes és csak azért megy bele a házasságba, hogy megmentse családját a csődtől. Azonban beleszeret Marisolba, ám nem mer közeledni, mert úgy tudja, hogy az unokatestvére. Rossana és Amparo összefognak, hogy Marisolt elüldözzék a házból, ám Marisol José Andrés szeretetét élvezi, valamint don Alonso, a komornyik Basilio és Mimí a cseléd is Marisol mellé áll. A házba költözik még Carmen és Alejandra, Amparo nővére és unokatestvére, akik épp Amparo ellentétjei: jól kijönnek Mariszollal. Carmen kezét ráadásul megkéri don Alonso, amely Amparónak nem tetszik. Hiszen nem szeretné, ha apósa örökségéből más is részesülne. Az élet Marisolnak újabb meglepetést tartogat: feltűnik az édesapja, Alfredo Ledesma, akit addig halottnak hitt, de kiderült, hogy édesapja gyerekkorukban elhagyta őt anyjával együtt. Alfredo kertésztként kapott munkát Don Alosnónál. Hamarosan azonban felismeri a lányára leselkedő veszélyt, ami a Garcés del Valle házban vár rá és mindenáron védeni akarja lányát ettől. José Andrés felbontja Rossanával az eljegyzését és megkéri Marisol kezét. Marisol igent mond José Andrésnek és a házban mindenki örömmel fogadja a bejelentést, kivéve Amparót, aki elhatározza hogy akcióba lép az esküvő megakadályozására. Miután rájön, hogy Marisol tud José Andrés valódi apjáról, Amparo megkéri Mariót hogy rabolja el és ölje meg Marisolt, amiért Amparo búsásan megjutalmazza Mariót és Sulemát is. Törbecsalják Marisolt és elrabolják, akit a várostól messzire visznek az erdőbe. Marisol itt tudja meg a teljes igazságot a múltjáről: ő egy Garcés del Valle és az egész terv mögött Amparo áll. Amikor Mario bántalmazni akarja Marisolt, sikerül megszöknie. Az erdőben fejvesztve menekül Mario elől, ám menekülés közben lezuhan egy szakadékba. Mario azt hiszi, hogy Marisol meghalt és otthagyja.
Másnap Marisol életben van, súlyos sérülésekkel, minden erejét összeszedve kér segítséget: kimászik a szakadékból és végül elájul. Pár órával később egy orvos és fia arra járnak kocsijukkal, amikor észreveszik az ájultan fekvő Marisolt és azonnal klinikára viszik. Az egyik doktor, Rubén, egy neves plasztikai sebész, aki véletlenül pont José Andrés egyik barátja. Marisol meglátja súlyosan sérült, elcsúfult arcát, ami miatt teljesen elkeseredik. Rubén és apja Alvaro Linares doktor az otthonukban szállásolják Marisolt, hogy felgyógyuljon amíg a plasztikai műtéteket el nem végzik. Marisol nem fedi fel valódi nevét, hanem Veronica Sorianónak nevezi magát. A Linares család jól kijön Marisollal, különösen a gyerekek Camila (Ivette) és Daniel (José María Torre). Ám Álvaro felesége, Rebecca gyűlöli Marisolt, hasonlóan viszonyul Marisolhoz Rubén barátnője, Malú (Alejandra Procuna). Eközben Sulema elhiteti José Andrésszel, hogy Marisol megszökött Marióval. Amparo pedig azt hazudja José Andrésnek, hogy sosem szerette őt Marisol. Don Alonso – aki semmit sem tud Marisol elrablásáról – érzi, hogy unokájával baj történt, ezért magándetektívet fogad a megkeresésére. Hamarosan viszont meghal, a végrendeletében pedig meghagyta, hogy az örökséget a családtagjai azon a napon fogják csak megkapni, amikor Marisol előkerül. Halála az egész családot megviseli, Amparót kivéve.
Két év telik el.... José Andrés híres festő lesz, Amparo pedig továbbra is Marióval folytat viszonyt. Leonardo viselkedése pedig feltűnően megváltozik mások irányába, viszont Don Alonso végrendeletét még nem olvasta el. Marisol Veronica Soriano néven él San Miguel de Allendében és fotós lett belőle. A Linares család továbbra is kitart mellette, Rebecca és Malú sem tudta elszakítani a nőt tőlük. Az utolsó műtétet és végrehajtják az arcán és Marisol/Veronica visszanyeri arcának korábban elvesztett szépségét. A szépségével a külseje is megváltozott: elegánsan öltözködik és más frizurát hord. A fotózásban elért sikerei miatt visszatér Mexikóvárosba, ahol José Andrésszel újratalálkozik. Majd Marisol a Linares család segítségével visszakerül a Garcés del Valle házba. Senkinek sem tűnik fel, hogy Veronica nem más mint Marisol. Amparo sem ismeri fel. Közben kiderül, hogy Rossana csődbe jutott és Mario szeretője lett. Marisol Amparo egyre több titkát fedezi fel: apját egy elmegyógyintézetbe küldte. Ledesma rájön, hogy Amparo a saját lányának megölésére utasította őt és azt terjesztette róla Amparo hogy demens.
Ledesma el akarja a teljes igazságot mondani Basiliónak, de Amparo megfojtja egy párnával, Marisol pedig későn érkezik és meghal. Amparo rájön, hogy Veronica Soriano valójában Marisol. Amparo több tervet kidolgoz Marisol megölésére, de sikertelenül jár. Azon az este amikor Amparo újabb gyilkossági tervét akarja megvalósítani, Marisol bejelentést tesz és a Garcés del Valle ház minden lakója előtt felfedi magát, hogy ő Marisol valójában. Másnap Leonardo bocsánatot kér Marisoltól, majd megtudja Amparótól és Marianotól hogy José Andrés nem az ő fia, ami annyira megrendíti Leonardót, hogy infarktust kap és meghal. Marisol megkapja az örökségét, ő és José Andrés sok után újra együtt vannak és össze akarnak házasodni....

## Szereposztás
- Erika Buenfil – Marisol Ledesma Garcés del Valle / Verónica Soriano
- Eduardo Santamarina – José Andrés Garcés del Valle López
- Claudia Islas – Amparo López Vda. de Garcés del Valle
- Enrique Álvarez Félix† – Leonardo Garcés del Valle
- Aarón Hernán – Don Alonso Garcés del Valle
- Emma Laura – Rosana Valverde
- David Ostrosky – Mariano Ruiz
- Pilar Montenegro – Zulema Chávez
- Sergio Basañez – Mario Suárez Maldonado
- Alejandro Ibarra – Francisco "Paco" Suárez Maldonado
- Socorro Bonilla – Doña Rosita Maldonado Vda. de Suárez
- Romina Castro – Mimí Candela de Suárez
- Germán Robles – Basilio González
- Verónica Langer – Carmen López Vda. de Pedroza
- Paulina Lazareno – Alejandra Pedroza López
- Julia Marichal – Dolores
- Alberto Mayagoitía – Rubén Linares
- Ivette – Camila Linares
- José María Torre – Daniel "Danny" Linares
- Guillermo Murray – Dr. Álvaro Linares
- Ana María Aguirre – Rebeca
- Alejandra Procuna – Malú
- Amparo Garrido – Constanza
- Blanca Torres – Blanca
- Laura Flores – Sandra Luján
- Christian Ruiz – José María Garcés del Valle "Chema"
- Renée Varsi – Vanessa Garcés del Valle
- Raymundo Capetillo – Diego Montalvo
- Maricarmen Vela – Doña Andrea Vda. de Montalvo
- Guillermo García Cantú – Raúl Montemar
- Teresa Tuccio – Sabrina Montemar
- Jair de Rubín – Daniel Martínez "El Chupacabras"
- Anastasia – Yolanda "Yoli"
- Alejandra Meyer – Doña Lorenza
- Guillermo Rivas – Don Tomás
- Lucía Guilmáin – Romualda Martínez
- Cocó Ortiz – Raymunda Martínez
- Yadira Santana – Mariana
- Laura Forastieri – Wilma
- Irma Lozano – Sofía Garcés del Valle
- Alberto Inzúa – Alfredo Ledesma
- Chao – Óscar
- Oscar Márquez – Leonel Villanueva
- Grelda Cobo – Angélica
- Antonio De Carlo – Rosendo
- Serrana – Teresa
- Nikky – Jesús
- Guadalupe Bolaños – Dorina Capucci
- Marcos Valdés – Dr. Salvador Saldívar
- Francisco Xavier – Alberto Montiel
- Alma Rosa Añorve – Déborah de Valverde
- Teo Tapia – Rodolfo Valverde
- Montalvo "El Pirata de la Salsa" – Lalo (Novio)
- Carolina Guerrero – Lola (Novia)
- Rodolfo Arias – Nicolás Mijares
- Michaelle Mayer – Rosario "Chayito"
- Nora Velázquez – Petra
- Luhana – Chole
- Verónika con K. – Zalmudia
- Lilian Tapia – Gelatina
- Sherlyn – Sofía Garcés del Valle "Piojito"
- Antonio Escobar – Larry García
- Raúl Askenazi – Teniente Romero
- Rafael Perrin – Detective Aguilar
- Miguel Ángel Fuentes – Pulga
- Miguel Garza – Piojo
- Raúl Valerio – Dr. Heredia
- Víctor Lozada – Toto
- Abigail Martínez – Genoveva
- Jorge Santos – Dr. Samuel Reyna
- Nando Estevané – Silvano Suárez
- Brenda Zachas – Acasia
- Alfredo Rosas – Cástulo
- Marco Antonio Calvillo – Omar
- Flor Payan – Esmeralda "Melita"
- Nieves Mogas – Herlinda
- Soraya – Guadalupe
- María Prado – Doña Chancla
- Fernando Lozano – Sebastián
- Adriana Chapela – Clara
- Judith Grace – Carola
- Emmanuel Ortiz – Claudio
- Nancy Curiel – Carmín
- Jesús Ochoa – Don Fortunato
- Maunel Ávila Córdoba – Dr. Santos
- Manuel Benítez – Sr. Morales
- José Luis Avendaño – Serafín
- Alicia del Lago – Cleotilde
- Abril Campillo – Teófila Vda. de Gamboa
- Héctor Fuentes León – Julián
- María Marmolejo – Altagracia (#1)
- Mariana Rivera – Altagracia (#2)
- Jamye Post – Heidi
- Bernhard Seifert – Hans
- Alberto Seeman – Dr. Silva
- Fernando Sarfati – Lic. Cabrera
- Ofelia Guilmáin – Zamira
- Gabriela Salomón – Domitila
- Miguel Serros – Ballesteros
- Alejandro Ávila – Castello
- Mario Suárez – Quijano
- Ángeles Balvanera – Lola
- Silvia Ramírez – Sonia
- Martín Rojas – Manolo
- Héctor Álvarez – Dr. García
- Raúl Castellanos – Niño
- Víctor Foulloms – Joyero
- Gustavo Zárate – Dueño
- Néstor Leoncio – Hombre
- Ely Mauri – Policía
- Omar Germenos – Médico
- Alberto Langer – Periodista
- Roberto Porter – Sacerdote
- Monique Rojkind – Enfermera
- Ángeles Yáñez – Señora
- Dolores Salomón "Bodokito" – Señora Gordoa
- Enrique Iglesias – Él mismo
- Verónica Gallardo – Ella misma
- Arturo Peniche – Juan Vicente Morelos
- Radamés de Jesús – Tootie

## Korábbi változatok
- Az 1977-es Marcha nupcial (Lakodalmi menet) című venezuelai sorozat.
- A sorozat alapjául részben a Cuando se regala un hijo kubai rádiójáték és az 1979-es Los ricos también lloran című mexikói sorozat szolgált.

## Érdekességek
- Arturo Peniche, Guillermo García Cantú, José María Torre és Sherlyn később együtt szerepelt A betolakodóban.
- Erika Buenfil és Laura Flores később együtt szerepelt a Tres mujeresben.
- Renée Varsi, Arturo Peniche, Alejandra Procuna és Laura Flores később együtt szerepelt a Sebzett szívekben.